# Liste der Naturdenkmale in Bornheim (Pfalz)
Die Liste der Naturdenkmale in Bornheim nennt die im Gemeindegebiet von Bornheim ausgewiesenen Naturdenkmale (Stand 23. Mai 2024).

## Ehemalige Naturdenkmale
| Nr. | Bezeichnung | Lage                         | Beschreibung                             | Bild                                    |
| --- | ----------- | ---------------------------- | ---------------------------------------- | --------------------------------------- |
|     | Eiche       | Hauptstraße, vor Nr. 43 Lage | Quercus sp.; Rechtsverordnung aufgehoben | Direkt Bild zu diesem Denkmal hochladen |